# シペ・トテック

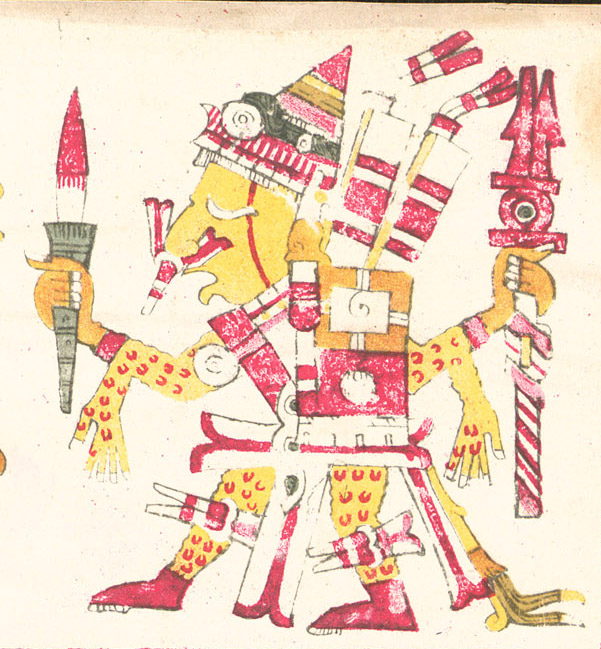
シペ・トテック

シペ・トテック（Xipe Totec）はアステカ神話における穀物の神である。 「皮を剥かれた我らが主」の意。シペ・トテクとも。
死と再生の神の一柱であって、農業、西方、疾病、春、金細工職人、季節の神である。この男神は、自らの皮をはいで人々に食料を与える。トウモロコシが発芽するときに種子の外層を失うことを象徴している。皮を失った状態で、この神は金色の神として描かれた。
毎年、アステカ暦の二月、春分の頃の祭で複数の人々が生贄として選ばれた。これらの人々は人身御供を得るための戦争で捕虜になった人々である。生贄が生きたまま、その皮膚はほとんど全身にわたって慎重に剥かれ、彼らが死んだ後引き続いて行われる豊作を祈る儀式のなかで司祭がその皮膚を着た。いくつかの報告によると、生け贄の遺した大腿部の骨は肉を奇麗にはがされ、儀式の中で司祭がその骨を持ち、参列者に触るのに用いたという。皮膚を剥離する方法や剥離した皮膚を着た司祭の姿が描かれた絵画や土偶が見つかっている。